# Neuhausen-Biet
Neuhausen-Biet ist ein Landschaftsschutzgebiet im Enzkreis (Schutzgebietsnummer 2.36.041) in Baden-Württemberg.

## Lage und Beschreibung
Das rund 1.927 Hektar große Landschaftsschutzgebiet entstand durch Verordnung des Landratsamts Enzkreis vom 26. August 2004. Mit Inkrafttreten dieser Verordnung traten die Verordnung des Landratsamtes Pforzheim zum Schutz von Landschaftsteilen im Würmtal in den Gemarkungen Mühlhausen, Steinegg, Tiefenbronn, Hamberg und Würm vom 18. Oktober 1939 und die Verordnung des Landratsamtes Enzkreis zum Schutz von Landschaftsteilen im Bereich des Monbachtales auf Gemarkung Neuhausen vom 31. Juli 1940 teilweise außer Kraft, soweit sich diese auf den Geltungsbereich dieser Verordnung erstreckten.
Das Schutzgebiet besteht aus zwei Teilgebieten und umfasst das gesamte Gemeindegebiet von Neuhausen mit Ausnahme der bebauten Gebiete mit einigen Entwicklungsflächen.
Es gehört zu den Naturräumen 122-Obere Gäue und
150-Schwarzwald-Randplatten innerhalb der naturräumlichen Haupteinheiten 12-Neckar- und Tauber-Gäuplatten und 15-Schwarzwald. Mehrere Landschaftsschutzgebiete schließen sich an. Kleine Teile des Schutzgebiets liegt im FFH-Gebiet Nr. 7118-341 Würm-Nagold-Pforte.
Die Naturschutzgebiete 2024-Klebwald, 2115-Monbach, Maisgraben und St. Leonhardquelle und 2189-Unteres Würmtal grenzen direkt an das Landschaftsschutzgebiet an.

## Schutzzweck
Wesentlicher Schutzzweck ist lauf Schutzgebietsverordnung die Erhaltung
- der Vielfalt, Eigenart und Schönheit der Landschaft. Dies liegt insbesondere begründet in dem abwechslungsreichen Bild zwischen den Tal- und Hochflächen und in der geologischen Vielfalt;
- des besonderen Erholungswertes dieser räumlich vielfältig gegliederten Landschaft;
- des Würmtales als wertvolle Grün- und Naherholungsflächen;
- der weiträumigen Flächen als Teil eines großräumigen Biotopverbund-Systems.

Schutzzweck ist außerdem die Gewährleistung des weitgehend noch ausgewogenen und ökologisch intakten Naturhaushaltes.